# Tabaschok
Der Tabaschok (russisch: Табожок) ist ein relativ einfach zu besteigender Berg im russischen Altai. Der Berg liegt in der Nähe des Ortes Kosch-Agatsch im Vierländereck China, Kasachstan, Mongolei und Russland.